# Pedrera
Pedrera – gmina w Hiszpanii, w prowincji Sewilla, w Andaluzji, o powierzchni 60,64 km². W 2011 roku gmina liczyła 5374 mieszkańców.